# Gudrun Folmer-Hansen
Gudrun Folmer-Hansen, född den 10 oktober 1896 i Köpenhamn i Danmark, död den 28 maj 1976 i Täby, var en svensk skådespelare och operettsångerska.
Folmer-Hansen scendebuterade på Oscarsteatern i Stockholm 1916. 1925 startade hon charkuteriföretaget Gudruns, beläget i Stockholm.
Hon var 1920–1928 gift med skådespelaren Ragnar Widestedt samt var mor till skådespelaren Gerd Widestedt och Leif Folmer-Hansen.

## Filmografi
- 1922 – Fru Amys stortvätt
- 1923 – Har Ni något att försäkra?
- 1943 – I mörkaste Småland
- 1943 – Hans Majestäts rival
- 1945 – Dans på rosor

## Teater

### Roller (ej komplett)
| År   | Roll            | Produktion                                                                           | Regi             | Teater        |
| ---- | --------------- | ------------------------------------------------------------------------------------ | ---------------- | ------------- |
| 1917 | Stasi Eggenberg | Csardasfurstinnan Emmerich Kálmán, Leo Stein och Béla Jenbach                        | Oskar Textorius  | Oscarsteatern |
| 1918 | Mizzi           | Sirocco                                                                              |                  | Oscarsteatern |
| 1921 |                 | Sista valsen Oscar Straus                                                            | Carl Barcklind   | Oscarsteatern |
| 1923 | Hannerl         | Jungfruburen Alfred Maria Willner, Heinz Reichert, Franz Schubert och Heinrich Berté | Nils Johannisson | Oscarsteatern |
| 1925 | Manja           | Grevinnan Mariza Julius Brammer, Alfred Grünwald och Emmerich Kálmán                 | Nils Johannisson | Oscarsteatern |
| 1925 |                 | Styrman Karlssons flammor                                                            |                  | Södra Teatern |
| 1926 | Medverkande     | Slag i slag, revy Emil Norlander                                                     |                  | Södra Teatern |
| 1926 | Medverkande     | Kör till Södran, revy                                                                |                  | Södra Teatern |

## Bildgalleri

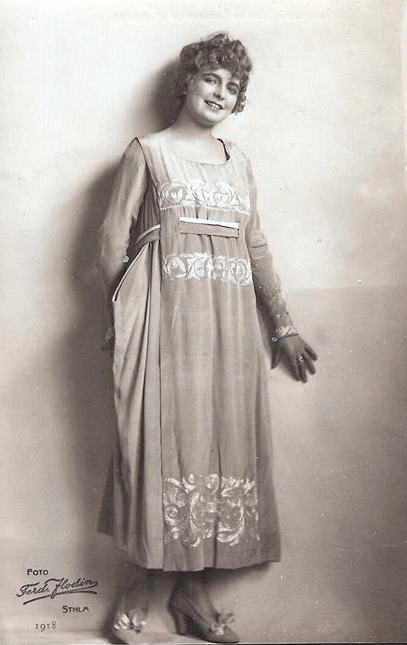
Som "Mizzi" i Sirocco på Oscarsteatern 1918.
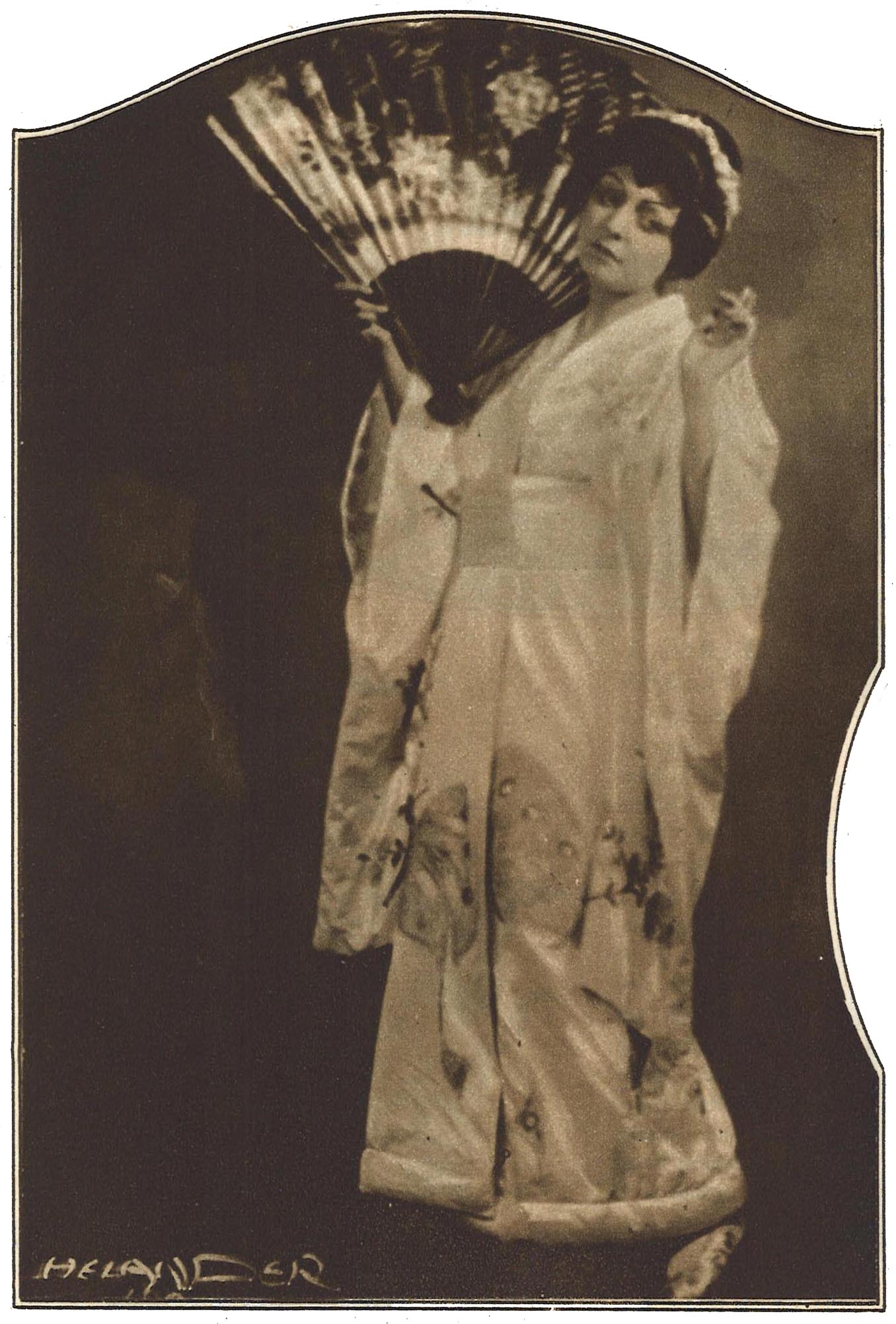
I Styrman Karlssons flammor på Södra Teatern 1925.